# Toksin
Toksin je otrovna supstanca koju proizvode žive ćelije ili organizmi; sintetički toksikanti kreirani veštačkim procesima su stoga isključeni. Ovaj termin je izveden iz reči toksičan. Prvi put ga je koristio organski hemičar Ludvig Briger (1849–1919).
Toksini mogu da budu mali molekuli, peptidi, ili proteini koji imaju sposobnost uzrokovanja bolesti pri kontaktu ili apsorpciji u telesna tkiva usled interakcija sa biološkim makromolekulima kao što su enzimi ili ćelijski receptori. Toksini u znatnoj meri variraju u pogledu njihove toksičnosti, sa opsegom od obično manje (kao što je ubod pčele) do skoro odmah smrtonosne (kao što je botulinski toksin).

## Terminologija
Toksini se često razlikuju od drugih hemijskih agenasa po njihovom metodu produkcije — reč toksin ne specificira metod isporuke (za razliku od na primer venoma). Termin otrov ima šire značenje, tako da obuhvata sve supstance koje mogu da uzrokuju poremećaje u organizmima). Toksin jednostavno znači da je to biološki proizveden otrov.
Prema pregledu Konvencije o biološkom oružju Internacionalnog komiteta Crvenog krsta, „Toksini su otrovni produkti organizama; za razliku od bioloških agenasa, oni nisu živi i nemaju sposobnost reprodukcije”, i „od potpisivanja Ustava nije bilo sporova među učesnicima u pogledu definicije bioloških agenasa ili toksina”.
Prema poglavlju 18 kodeksa Sjedinjenih Američkih Država, „ ... termin „toksin” se odnosi na toksični materijal ili produkat biljki, životinja, mikroorganizama (uključujući, ali ne ograničeno sa, bakterijama, virusima, gljivicama, rikecijama ili praživotinjama), ili infekcione supstance, ili rekombinantne ili sintetisane molekule, bez obzira na njihovo poreklo i način proizvodnje...”
Veoma neformalna terminologija pojedinačnih toksina ih povezuje sa anatomskom lokacijom gde su njihovi efekti najznačajniji:
- Hemotoksin, uzrokuje destrukciju crvenih krvnih zrnaca (hemoliza)
- Fototoksin, uzrokuje opasna fotosenzitivnost

Na široj skali, toksini se mogu klasifikovati kao bilo egzotoksini, koje izlučuje organizam, ili endotoksini, koje uglavnom oslobađaju pri razlaganju bakterija.

## Biotoksini
Termin „biotoksin” se ponekad koristi za eksplicitno potvrđivanje biološkog porekla. Biotoksini se mogu dalje klasifikovati, na primer, kao gljivični biotoksini, mikrobni toksini, biljni biotoksini, ili životinjski biotoksini. Toksini koje proizvode mikroorganizmi su važni odrednici virulencije, i odgovorni za mikrobnu patogeničnost i/ili izbegavanje domaćinovog imunskog responsa. Biotoksini u znatnoj meri variraju u pogledu namene i mehanizma, i mogu da budu veoma kompleksni (venom konusnog puža sadrži desetak malih proteina, svaki od kojih ima za cilj specifični nervni kanal ili receptor), ili relativno mali protein.
Biotoksini u prirodi imaju dve primarne funkcije:
- Predacija, kao kod pauka, zmija, škorpija, meduza, i zolja
- Odbrana kao kod pčela, mrava, termita, medonosnih pčela, zolja, i otrovne žabe

Neki od dobro poznatih vrsta biotoksina su:
- Cijanotoksini,[10][11] koji proizvode cijanobakterije
- Dinotoksini, koji proizvode dinoflagelate
- Nekrotoksini uzrokuju nekrozu (i.e., smrt) u ćelijama koje dođu u kontakt s njima, ili uništavaju većinu tipova tkiva. Nekrotoksini se šire kroz krvotok. Kod ljudi, koža i mišićna tkiva su najsenzitivniji na nekrotoksine. Organizmi koji poseduju nekrotoksine su:
  - smeđi pauk samotnjak ili pauk „violinska leđa”
  - većina zvečarki i poskoka proizvodi fosfolipaze i razne serinske proteaze nalik na tripsin
  - nekrotizirajući fasciitis (uzrokovan bakterijom koja „jede meso” Streptococcus pyogenes) – uzrokovan je toksinom koji stvara pore
- Neurotoksini prvenstveno utiču na nervne sisteme životinja. Ova grupa neurotoksina se generalno sastoji od toksina jonskih kanala koji ometaju provodljivost jonskih kanala. Organizmi koji poseduju neurotoksine su:
  - pauk crna udovica.
  - većina škorpija
  - kubomeduza
  - elapidne zmije
  - konusni puž
  - plavoprstenasta hobotnica
  - otrovne ribe
  - žabe
  -  koral
  - razni tipovi algi, cijanobakterija i dinoflagelata
- Miotoksini su mali, bazni peptidi koji se nalaze u venumima zmija i guštera. Oni uzrokuju oštećenja mišićnog tkiva putem mehanizama koji nisu bazirani na enzimima. Organizmi koji poseduju miotoksine su:
  - zvečarke
  - istočni bradati zmaj
- Citotoksini su toksični na nivou pojedinačnih ćelija, ili na nespecifičan način ili samo u određenim tipovima živih ćelija:
  - ricin, iz ricinusa
  - apitoksin, iz medonosnih pčela
  - T-2 mikotoksin, iz pojedinih toksičnih pečurki
  - kardiotoksin III, iz kineske kobre

## Toksini životne sredine
Termin „ekološki toksin” može ponekad eksplicitno da obuhvata sintetičke kontaminante kao što su industrijskih zagađivači i druge veštački napravljene toksične supstance. Budući da je to u suprotnosti s većinom formalnih definicija pojma „toksin”, važno je da se potvrdi na šta se misli kada se termin susreće izvan mikrobioloških konteksta.
Ekološki toksini iz lanca ishrane koji mogu da budu opasni po ljudsko zdravlje obuhvataju:
- Paralitičko trovanje školjkama[13][14][15]
- Amnezijsko trovanje školjkama[16][17]
- Diarealno trovanje školjkama[18][19]
- Neurotoksično trovanje školjkama[20][21][22]

### Nalaženje informacija o toksinima
Informacioni program o toksikologiji i zdravlju životne sredine (TEHIP) pri Američkoj nacionalnoj medicinskoj biblioteci (NLM) održava sveobuhvatni veb-sajt sa fokusom na toksikološko i ekološko zdravlje koji obuhvata pristup resursima o toksinima koje održava TEHIP i druge vladine agencije i organizacije. Ovaj veb-sajt sadrži linkove na baze podataka, bibliografije, tutorijale i druge naučne i korisničke resurse. TEHIP je isto tako odgovoran za Toksikološku mrežu podataka (TOXNET), koja je integrisani sistem toksikoloških i ekoloških baza podataka koji je slobodno dostupan na vebu.
TOXMAP je Geografski informacioni sistem (GIS) koji je deo TOXNET sistema. TOXMAP koristi mape Sjedinjenih Država da pomogne korisnicima da vizualno istražuju podatke Invetara toksičnih ispuštanja i Superfluidnih baznih istraživačkih programa Agencije za zaštitu životne sredine Sjedinjenih Država's (EPA).

### Računarski resursi za predviđanje toksičnih peptida i proteina
Jedno od uskih grla u terapiji zasnovanoj na peptidima/proteinima je njihova toksičnost. Računarski modeli za predviđanje toksičnosti peptida i proteina se mogu koristiti za predviđanje toksičnosti sa relativno dobrom preciznošću. Ovi modeli su bazirani na tehnikama mašinskog učenja i kvantitativnim matricama u kojima su sabrana razna svojstva peptida. Neki od modela su slobodno dostupni.

## Spoljašnje veze
- Toxin (biochemistry) на веб-сајту Енциклопедија Британика (језик: енглески)